# 자레드 포글

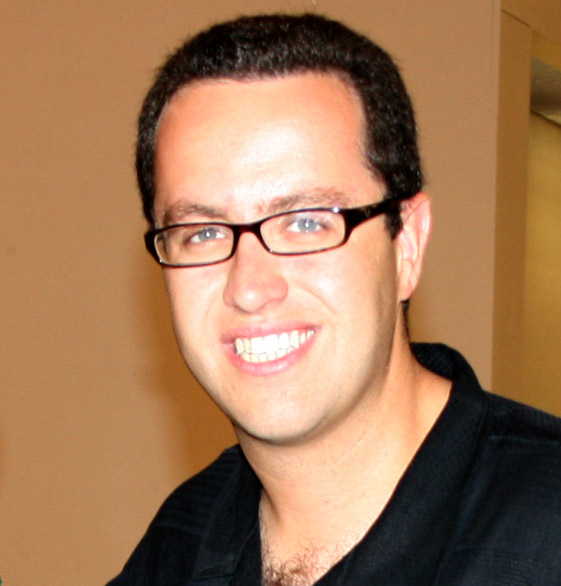

재러드 포글(Jared Fogle, 본명: 재러드 스콧 포글/Jared Scott Fogle, 1977년 4월 23일 ~ )은 써브웨이 전 미국 대변인이다. 인디애나 대학교에서 학생으로 있을 당시 써브웨이 식당 메뉴를 활용해 1998년부터 1999년 사이 111kg을 감량했으며, 다음해인 2000년부터 써브웨이 광고 캠페인에 발탁되어 2015년까지 300편 이상의 광고에 출연했으나 아동 포르노 소지 혐의로 인한 연방수사국의 조사에 따라 중단되었다.
몇 편의 영화와 시트콤 등에 본인 역으로 등장하였다.

## 출연 작품

### 영화
- 슈퍼 사이즈 미 (2004)
- 잭 앤 질 (2011)
- 샤크스톰2: 샤크네이도 (2014)
- 샤크네이도 스톰 (2015)

### 텔레비전
- 새터데이 나이트 라이브 (2002, 2008)
- 커뮤니티 (2015)
- 닥터 필 (2015)